# 埃图特维尔
埃图特维尔（法語：Étoutteville，法語發音：[etutvil]）是法国滨海塞纳省的一个市镇，属于鲁昂区。

## 地理
埃图特维尔（49°40'36"N, 0°47'3"E）面积11.59 平方千米，位于法国诺曼底大区滨海塞纳省，该省份为法国北部沿海省份，其西部及北部濒大西洋英吉利海峡，东起顺时针与索姆省、瓦兹省、厄尔省和卡爾瓦多斯省接壤。
与埃图特维尔接壤的市镇（或旧市镇、城区）包括：昂韦维尔、埃克托莱邦、格雷蒙维尔、欧托圣叙尔皮斯、莱欧德科。

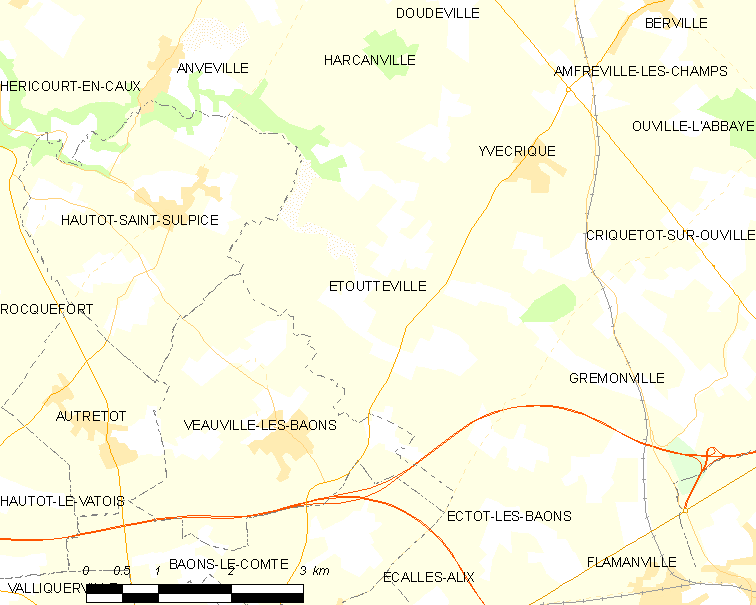
埃图特维尔的OSM定位图

埃图特维尔的时区为UTC+01:00、UTC+02:00（夏令时）。

## 行政
埃图特维尔的邮政编码为76190，INSEE市镇编码为76253。

## 政治
埃图特维尔所属的省级选区为伊沃托县。

## 人口

1962-2008年间埃图特维尔人口变化图示

埃图特维尔于2022年1月1日时的人口数量为837人。